# Bulletin municipal
Pour les articles homonymes, voir BM.
Un bulletin municipal, aussi appelé journal municipal ou magazine municipal, est un périodique publié par un organe municipal. Cet outil de communication est rédigé par des agents municipaux sous la responsabilité du maire et est à destination des habitants de l'entité territoriale.
Lorsqu'une entité distincte est chargée d'en faire sa rédaction, on peut alors désigner un rédacteur en tant que journaliste municipal pratiquant l'activité de journalisme municipal.
Il n'est pas à confondre avec le bulletin municipal officiel (BMO), l'agenda culturel ou le journal des associations. Certaines municipalités publient également des lettres d'informations plus régulièrement en parallèle des bulletins.

## Format et périodicité
Un bulletin se présente la plupart du temps sous forme papier avec un équivalent en document numérique. Parfois, on le retrouve sous forme d'un webzine (par exemple, Colmar mag à Colmar ou bien M+ à Mulhouse,).
Il est la plupart du temps mensuel et présenté comme un « magazine de ville ».

## Objectifs et enjeux
Un bulletin municipal a pour but d'informer sur les décisions prises par la municipalité, de communiquer ses actions et ses objectifs et de partager la vie dans la ville ou le quartier. Il peut par extension offrir une rétrospective sur des événements passés ou dresser un calendrier d'autres à venir, sur une période donnée.
D'après Isabelle Paillart, un accent est systématiquement mis sur « l’embellissement du territoire à travers la mise en scène largement dominante du lien social ». Se forgerait alors une idéalisation des rapports au sein de la population locale et du territoire et la fabrication de référents identitaires.

## Histoire
Les bulletins municipaux existent déjà dans les années 1920 et 1930 : leur gratuité est assurée par des annonces publicitaires. Ce sont surtout les années 1970 qui voient leur généralisation.

## Cadre législatif

### France
Selon les dispositions de l'article L2121-27-1 du Code général des collectivités territoriales :

« Dans les communes de 1 000 habitants et plus, lorsque des informations générales sur les réalisations et sur la gestion du conseil municipal sont diffusées par la commune, un espace est réservé à l'expression des conseillers élus sur une liste autre que celle ayant obtenu le plus de voix lors du dernier renouvellement du conseil municipal ou ayant déclaré ne pas appartenir à la majorité municipale.
Les modalités d'application du présent article sont définies par le règlement intérieur du conseil municipal. »

En 2012, la Cour administrative d'appel de Nancy considère par ailleurs que le maire « en droit de refuser de publier un écrit [dans le bulletin municipal de sa commune] qu'il estime, sous le contrôle du juge, diffamatoire, injurieux ou discriminatoire ou portant atteinte à l'ordre public et aux bonnes mœurs ».

## Statistiques

### Vincennes
D'après un sondage BVA réalisé du 12 au 15 avril 2010 sur un échantillon de 601 personnes âgées de 15 ans et plus :
- 89 % des Vincennois liraient le bulletin Vincennes info[11].

En 2011, la Ville de Vincennes commande un nouveau sondage par BVA faisant interroger 602 personnes par téléphone du 12 au 20 mai dans lequel on estime que :
- 90 % des Vincennois choisissent le bulletin Vincennes info pour s'informer sur l'actualité municipale ;
- 52 % le liraient de manière régulière ;
- 93 % en seraient satisfaits (dans les villes de même taille, en moyenne 85 % sont satisfaits de leur bulletin municipal)[12].

## Logotypes

Exemples de logotypes de bulletins à travers le monde
À Paris, à Paris (France).
Le Mag, à Fontainebleau (France).
L'Êtaile du Nord, à Saint-Jean (Jersey).
Mùgoum Infos à Bafoussam III (Cameroun).
Mounitsipalni vestnik Konstantinovskoïe au district municipal de Konstantinovskoïe, à Saint-Pétersbourg (Russie).

## Polémiques
Des éditions de bulletins municipaux ont été l'objet de controverses. Elles viennent souligner la place de la vie politique et la communication municipale à travers ce média.
- En décembre 2020, en pleine crise sanitaire de Covid-19, la Commune de Quiévrain fait paraître son bulletin communal Magazine Quiévrainois no 47 dans lequel figure une publicité pour un salon de coiffure français, tandis que les salons belges sont fermés. Une polémique éclate à ce sujet et la Commune réagit en précisant[13],[14] :

« C’est un éditeur privé qui propose des espaces publicitaires aux commerçants de la région et qui paie ainsi l’impression de la revue. Ce système, utilisé par la plupart des communes, permet donc de bénéficier d’un outil de communication gratuit pour le budget des Quiévrainois. »

- En 2021, les conseillers d'opposition de la municipalité de Lorette cherchent à faire paraître une tribune dans le bulletin municipal Le Kiosque. Le maire, Gérard Tardy, refuse la publication de cette tribune, au motif de « diffusion de fausses nouvelles ». Dans une ordonnance du 19 mars, le tribunal administratif de Lyon enjoint à la mairie de publier la tribune[16]. Le maire précise alors dans le numéro suivant :

« j'ai demandé aux élus de la liste Lorette Citoyenne de rectifier la présentation de certains faits évoqués dans leur tribune d'expression [...]. C'est ma responsabilité de directeur de la publication du Kiosque. Le juge des référés [...] considère que [la tribune de l'opposition] ne dépasse pas ce que permet le débat politique sur les actions menées par les collectivités publiques. Il demande que le texte soit publié en l'état. Vous le trouverez donc, à sa place habituelle. »